# 36 Specjalny Pułk Lotnictwa Transportowego

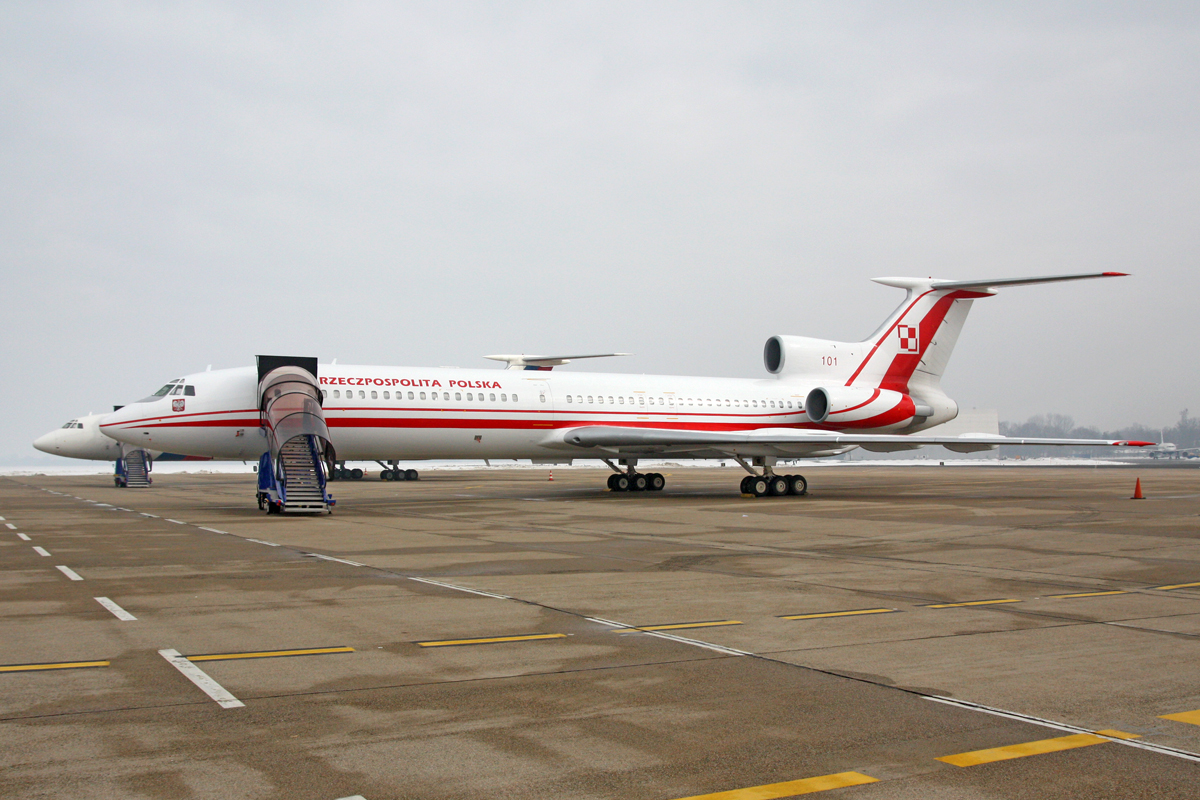
Tu-154M nr boczny 101 na lotnisku w Zagrzebiu (2010 rok)

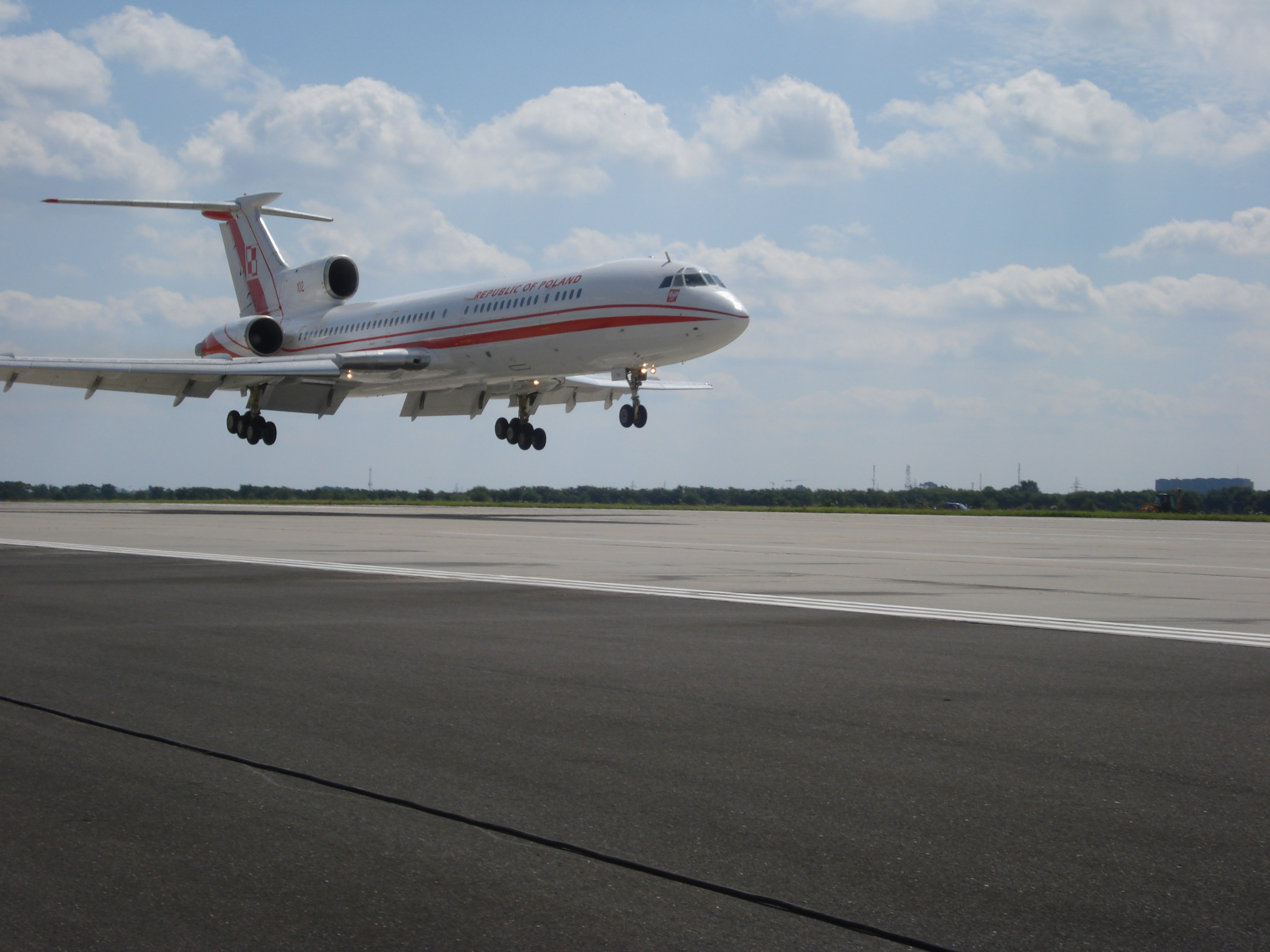
Tu-154M nr boczny 102 podczas podejścia do lądowania na lotnisku w Gdyni (2007 rok)

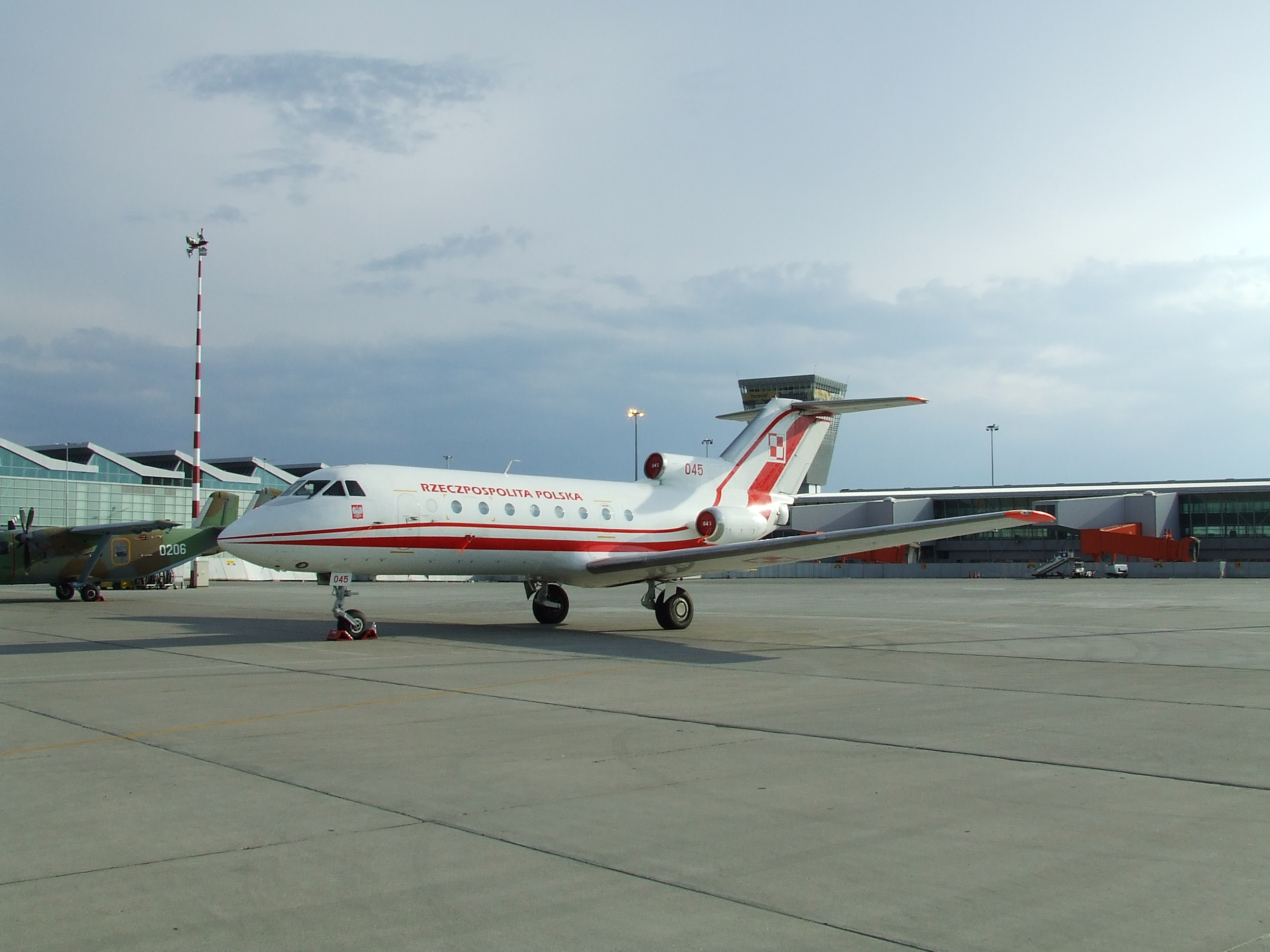
Jak-40, 36 splt na lotnisku Okęcie

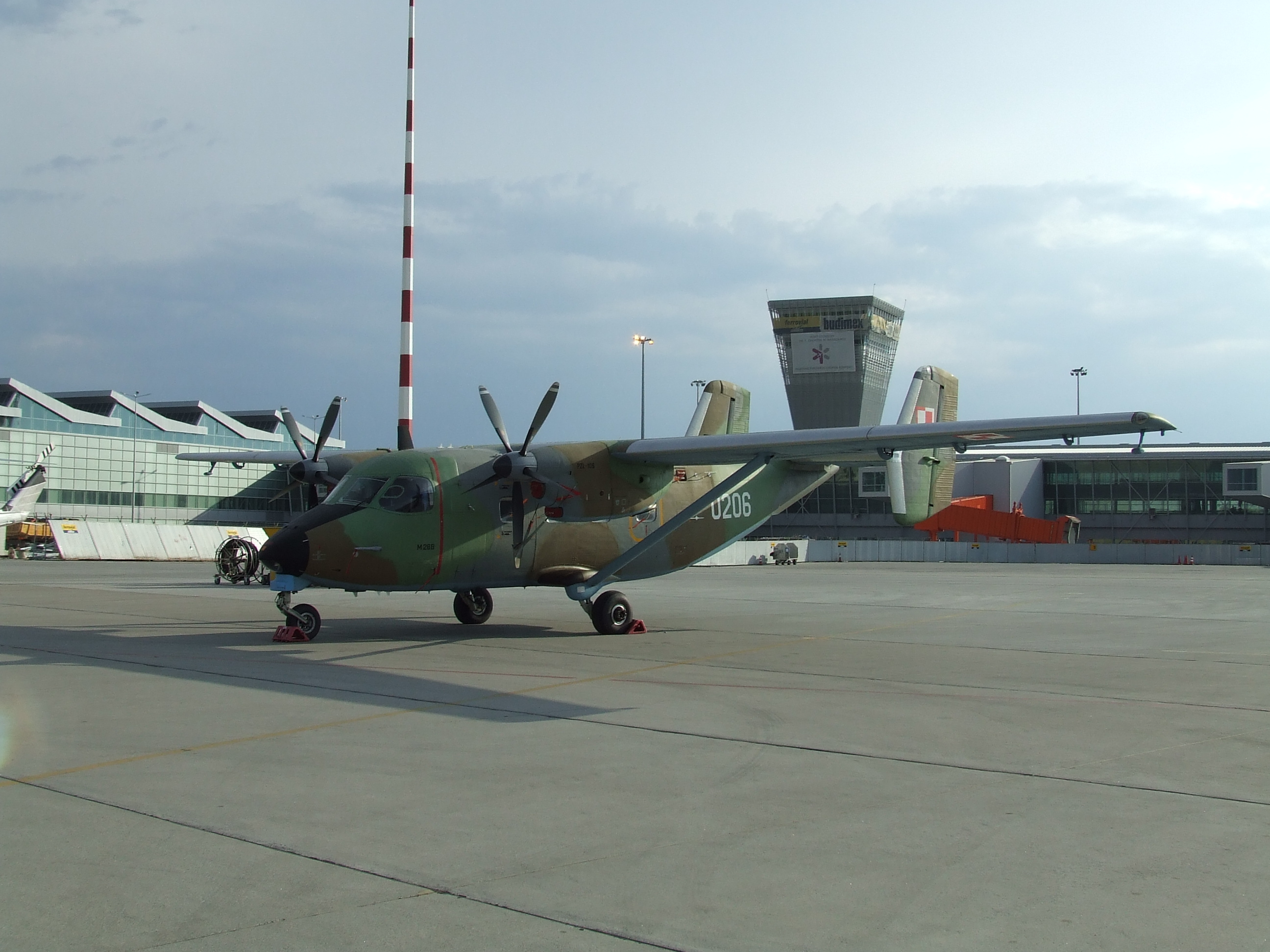
PZL M28B Bryza 36 splt

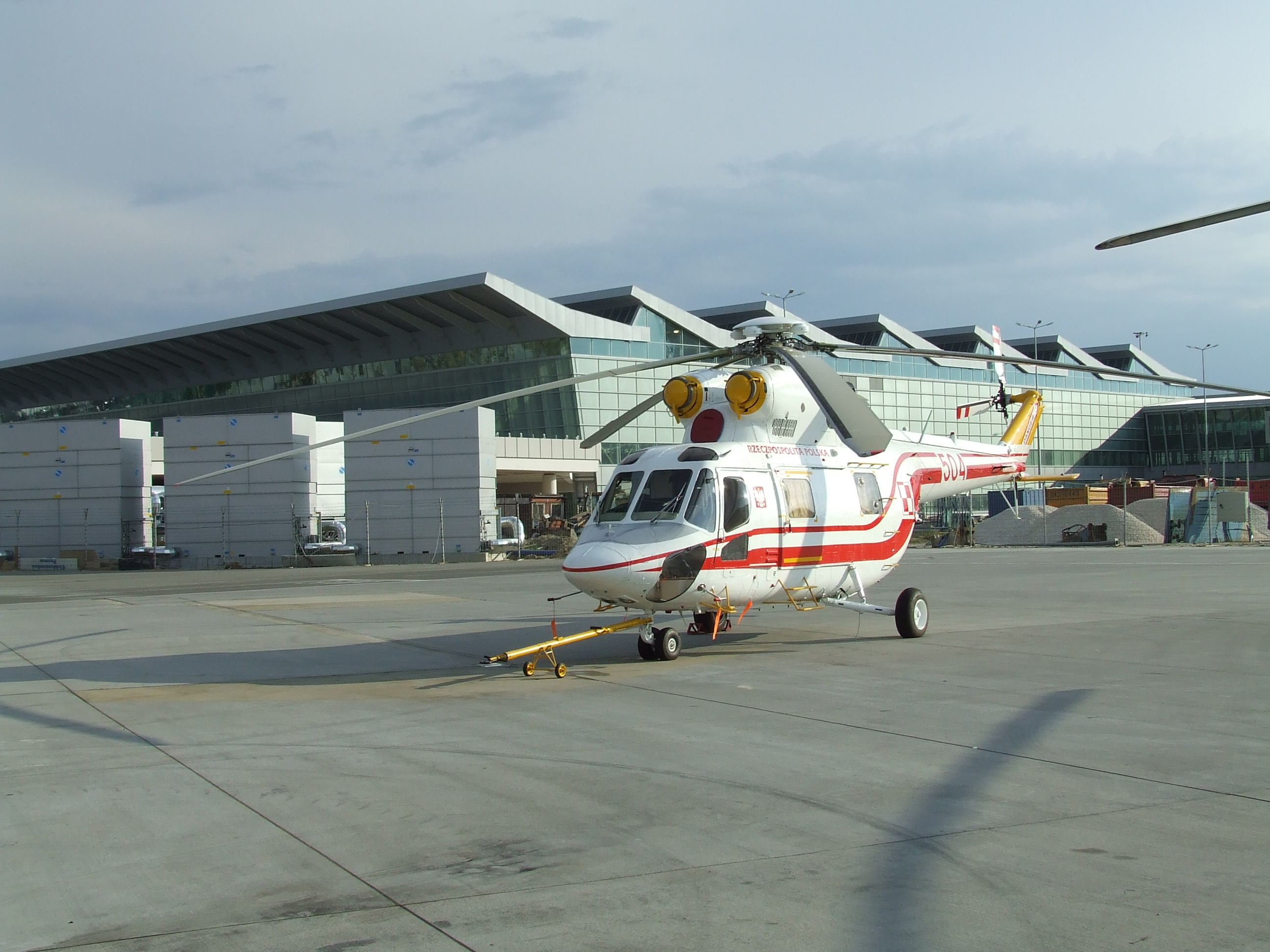
W-3P Sokół 36 splt

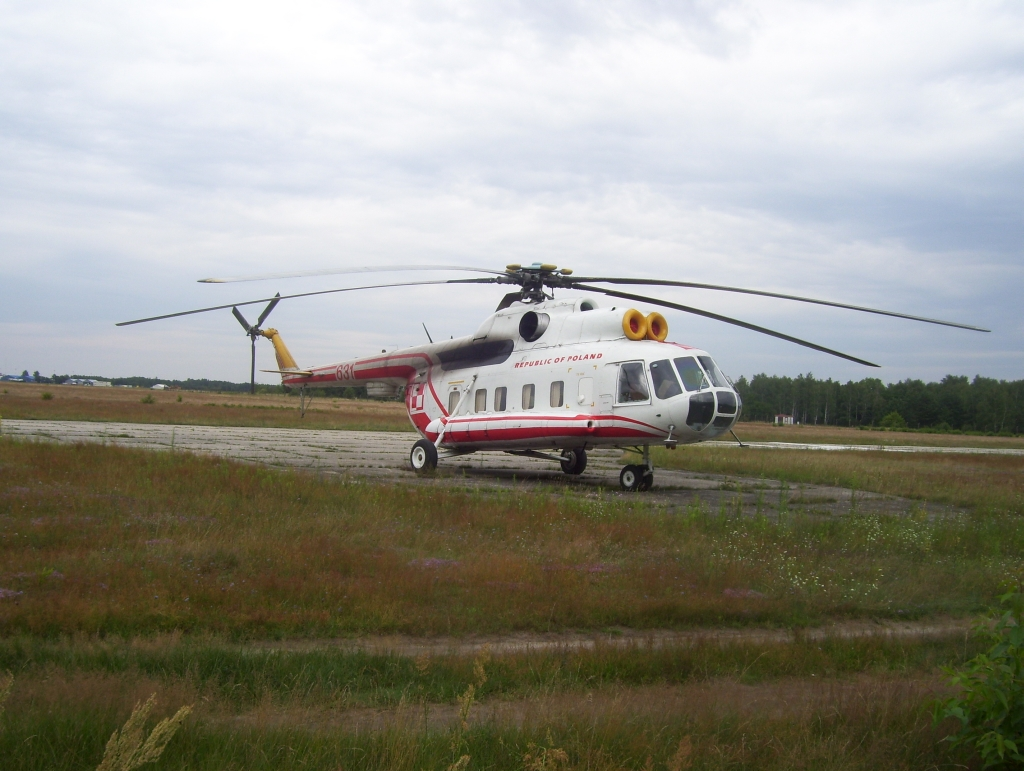
Mi-8 36 splt

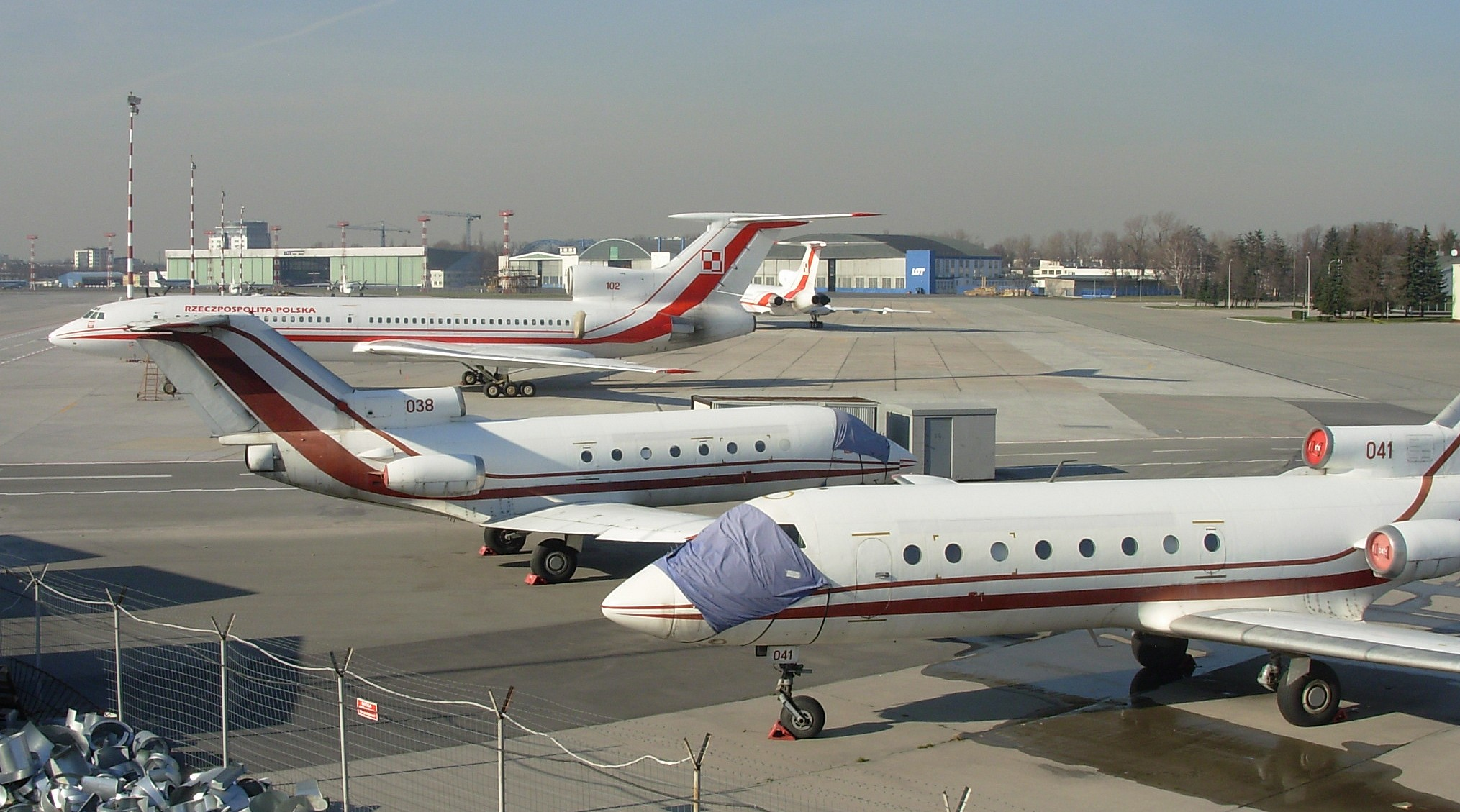
Samoloty 36 splt na Okęciu, dwa wycofane Jaki i dwa Tupolewy (zdjęcie z 2007 roku)

36 Specjalny Pułk Lotnictwa Transportowego im. Obrońców Warszawy (36 splt) – oddział lotnictwa transportowego Sił Powietrznych.

## Historia
Jednostka powstała 25 lutego 1945 roku na mocy rozkazu Naczelnego Dowództwa Wojska Polskiego. Pułk był odpowiedzialny za loty krajowe i zagraniczne najważniejszych osób w państwie (Prezydent RP, Prezes Rady Ministrów, Marszałek Sejmu Rzeczypospolitej Polskiej, Marszałek Senatu Rzeczypospolitej Polskiej, członków Rady Ministrów); dysponentem lotniczych środków transportu przeznaczonych do przewozu osób o statusie VIP była Kancelaria Prezesa Rady Ministrów. JW 2139 realizowała także transport powietrzny na rzecz MON i podległych mu jednostek organizacyjnych, np. dowództw rodzajów sił zbrojnych RP. Z samolotów i śmigłowców pułku wielokrotnie korzystały głowy innych państw, politycy z całego świata, znane osobistości kultury i sportu, ewakuowani z zagranicy obywatele RP i ratownicy wysyłani z pomocą za granicę. Miejscem bazowania jednostki był wojskowy port lotniczy Warszawa-Okęcie. Święto pułku było obchodzone 25 lutego. Jednostka podlegała Dowództwu Sił Powietrznych, wchodziła w skład Sił Powietrznych.
W 1996 roku planowano pozyskać osiem samolotów dla zastąpienia Jak-40 będących na wyposażeniu 36 Specjalnego Pułku Lotnictwa Transportowego. Przetarg na sześć samolotów dla 15 pasażerów rozpisała Agencja Mienia Wojskowego 19 grudnia 2006 roku, ale anulował go nowy minister 31 maja 2007 roku, ponieważ wymagania preferowały samolot Embraer 145. Po katastrofie Tu-154M z numerem bocznym 101,10 kwietnia 2010 na stanie 36 splt do transportu VIP pozostały cztery samoloty Jak-40 (wyprodukowane w 1979–1980), a drugi Tu-154M z numerem bocznym 102 był w Rosji w remoncie. 29 kwietnia 2010 zapowiedziano rozwiązanie 36 splt. Pułk rozwiązano 31 grudnia 2011 roku. W jego miejsce utworzono 1 Bazę Lotnictwa Transportowego.

## Kalendarium
- 25 lutego 1945 roku na mocy rozkazu Naczelnego Dowództwa Wojska Polskiego przystąpiono do formowania 6 Samodzielnej Eskadry Transportowej na bazie Specjalnej Eskadry Lotniczej „OsNaz”, która dała początek przyszłej 36 splt.
- W 1946 roku wyżej wymieniona jednostka wojskowa zmieniła nazwę na Rządową Eskadrę Transportową.
- 8 marca 1947 roku Eskadra została przemianowana na Specjalny Pułk Lotniczy, składający się z dwóch eskadr: transportowej i łącznikowej.
- Kolejna reorganizacja miała miejsce w 1951 roku, kiedy to pułk został powiększony o Samodzielną Eskadrę Aerofotogrametryczną.
- 1 kwietnia 1974 roku pułk przeszedł na nowy etat, zmieniając nazwę na 36 Specjalny Pułk Lotnictwa Transportowego. Dokonano jednocześnie podziału sprzętu; 36 splt przejął samoloty a śmigłowce przejął 103 Pułk Lotniczy[9].
- 25 lutego 1995 roku wręczono pułkowi nowy sztandar, a decyzją ministra obrony narodowej nr 23/MON z 24 lutego 1995 pułk przejął tradycje bojowych formacji lotniczych z okresu II Rzeczypospolitej oraz II wojny światowej[10].
- W 2001 po rozwiązaniu 103 Pułku Lotniczego, część śmigłowców ponownie przejął 36 splt[11][9].
- 25 lutego 2006 roku decyzją ministra obrony narodowej nadano mu nazwę wyróżniającą „Obrońców Warszawy” oraz wprowadzono decyzją ministra obrony narodowej nr 427/MON z 27 grudnia 2005 roku nowy wzór odznaki pamiątkowej[10].
- 23 lutego 2007 roku w salach Muzeum Powstania Warszawskiego dokonano uroczystego przeniesienia insygniów Orderu Wojennego Virtuti Militari 301 Dywizjonu Bombowego „Ziemi Pomorskiej” im. Obrońców Warszawy na sztandar pułku[10].
- 4 sierpnia 2011 Minister Obrony Narodowej, Tomasz Siemoniak, w obecności Premiera, Donalda Tuska ogłosił publicznie, że w ciągu kilku najbliższych dni wyda dokumenty organizacyjno-etatowe dotyczące rozformowania pułku oraz sformowania na jego bazie eskadry lotnictwa transportowego, wyposażonej w śmigłowce[12].
- Z dniem 31 grudnia 2011 Pułk został rozformowany. Na bazie Pułku oraz 1 Bazy Lotniczej z dniem 1 stycznia 2012 została zorganizowana 1 Baza Lotnictwa Transportowego. W składzie 1 BLT znalazła się Grupa Działań Lotniczych posiadająca sześć śmigłowców Mi-8 i pięć śmigłowców W-3 Sokół[13].
- 3 stycznia 2012 na wojskowej części Portu Lotniczego Warszawa-Okęcie odbyła się ceremonia pożegnania sztandaru 36 Specjalnego Pułku Lotnictwa Transportowego.
- 13 stycznia 2012 roku sztandar pułku został przekazany do Muzeum Wojska Polskiego w Warszawie. Wraz ze sztandarem przekazano między innymi proporzec reprezentacji pułku na olimpiadzie Wojsk Lotniczych w 1948 roku oraz akt nadania krzyża Virtuti Militari dla 301 Dywizjonu Bombowego[14].

## Tradycje jednostki
25 lutego 1995 roku pułk przejął dziedzictwo i tradycje:
- 3 eskadry wywiadowczej (1918-1925),
- 13 eskadry lotniczej 1 pułku lotniczego (1925-1934)
- 13 eskadry towarzyszącej 1 pułku lotniczego (1934-1939)
- 16 i 19 eskadry towarzyszącej 1 pułku lotniczego (1937-1939)
- 301 Dywizjonu Bombowego Ziemi Pomorskiej (1940-1943)
- 3 eskadry polskiej 138 dywizjonu do zadań specjalnych RAF (1943)
- 301 Dywizjonu Bombowego Ziemi Pomorskiej im. Obrońców Warszawy (1944-1946)

## Odznaka pułkowa
Odznaka o wymiarach 30x25 mm posiada kształt złotego trapezu równoramiennego. W centralnej części odznaki przedstawiona jest kula ziemska z naniesioną siatką geograficzną oraz zaznaczonymi konturami kontynentów; oceany polakierowane na niebiesko. W górnej części odznaki sylwetka samolotu pasażerskiego, a w dolnej – biało-czerwona szachownica lotnicza. Na białym polu szachownicy syrenka z herbu Warszawy. Odznakę zaprojektował Leszek Kamiński.

## Dowódcy
- ppłk pil. J. Krasnoszczakow
- ppłk pil. M. Choroszajłow
- ppłk pil. I. Tarasow (listopad 1944 – sierpień 1946)
- mjr/ppłk pil. Michał Jakubik (18 listopada 1947 – grudzień 1948)
- płk pil. Stanisław Basow (grudzień 1948 – lipiec 1957)
- płk dypl. pil. Władysław Miniach (lipiec 1957 – 1 lutego 1973)
- płk dypl. pil. Stanisław Czarny (1 lutego 1973 – 11 listopada 1986)
- płk dypl. pil. Robert Latkowski (11 listopada 1986 – 5 lutego 1999)
- płk dypl. pil. Krzysztof Matuszczyk (5 lutego 1999 – 25 lutego 2003)
- płk dypl. pil. Tomasz Pietrzak (25 lutego 2003 – 27 sierpnia 2008)
- płk dypl. pil. Ryszard Raczyński (25 sierpnia 2008 – 23 sierpnia 2010)
- płk mgr inż. pil. Mirosław Jemielniak (23 sierpnia 2010 – 31 grudnia 2011)[17].

## Katastrofy i wypadki lotnicze w dziejach pułku
- Katastrofa samolotu rządowego pod Szczecinem – 28 lutego 1973 w okolicach Szczecina na lotnisku w Goleniowie rozbił się powracający z Warszawy rządowy samolot Antonow An-24W noszący numer 012. W katastrofie zginęło 18 osób, wszyscy którzy byli na pokładzie.
- Katastrofa rządowego Mi-8 pod Piasecznem – 4 grudnia 2003 pod Piasecznem rozbił się helikopter Mi-8 z premierem Leszkiem Millerem na pokładzie; kilka osób zostało ciężko rannych.
- Katastrofa polskiego Tu-154 w Smoleńsku – 10 kwietnia 2010 w Smoleńsku w Rosji uległ katastrofie Tu-154M (numer boczny 101); w wyniku katastrofy zginęło 96 osób.

## Flota
- Samoloty[18]:
  - PZL M28B Bryza (numer boczny: 0205, data produkcji: 15 kwietnia 2002)
  - PZL M28B Bryza (numer boczny: 0206, data produkcji: 14 maja 2002)
  - PZL M28B Bryza (numer boczny: 0207, data produkcji: 19 maja 2004)
- Śmigłowce[18]:
  - Mi-8 (numer boczny: 620, data produkcji: 1973)
  - Mi-8 (numer boczny: 630, data produkcji: 31 maja 1977)
  - Mi-8 (numer boczny: 631, data produkcji: 1 lipca 1977)
  - Mi-8 (numer boczny: 633, data produkcji: 23 września 1977)
  - Mi-8 (numer boczny: 634, data produkcji: 9 września 1977)
  - Mi-8 (numer boczny: 636, data produkcji: 14 lipca 1977)
  - Mi-8 (numer boczny: 660, data produkcji: 31 marca 1983)
  - PZL W-3 Sokół (numery boczne: 504, data produkcji: 23 maja 1993)
  - PZL W-3 Sokół (numery boczne: 0618, data produkcji: nieznana)
  - PZL W-3 Sokół (numery boczne: 0619, data produkcji: nieznana)
  - PZL W-3 Sokół (numery boczne: 0915, data produkcji: nieznana)
  - PZL W-3 Sokół (numery boczne: 0916, data produkcji: nieznana)
  - Bell 412 (numer boczny: 02, data produkcji: 1 maja 1991)